# Heinrich von Handel-Mazzetti
Heinrich Raphael Eduard von Handel-Mazzetti (connu également sous le nom Heinrich baron von Handel-Mazzetti), né le 19 février 1882 à Vienne et mort le 1er février 1940 à Vienne, est un explorateur, mycologue et botaniste autrichien qui fut curateur au département de botanique du muséum d'histoire naturelle de Vienne et qui fut un pionnier des explorations botaniques en Chine, en Mésopotamie (actuels Irak et Syrie) et au Kurdistan.

## Biographie
Son grand-père, le baron Heinrich von Handel, officier supérieur de l'Armée impériale autrichienne, épouse la baronne Caroline von Mazzetti, dernière représentante du nom et obtient l'autorisation de rajouter le nom de sa femme au sien. Leur fils, le baron Eduard von Handel-Mazzetti, né à Pavie en 1838 et mort en 1898, est officier à l'état-major. Il épouse en 1881 la marquise Fredina de Mauro, née à Florence en 1853, dont la mère était issue de la noblesse de province de Prusse-Orientale. C'est la mère du futur botaniste qui lui inculque l'amour de la nature. La femme de lettres Enrica von Handel-Mazzetti (1871-1955) est sa cousine germaine.
Heinrich von Handel-Mazzetti reçoit sa première éducation à demeure jusqu'à l'âge de dix ans, et il est fortement impressionné par sa jeunesse dans le Tyrol, puis il poursuit ses études secondaires au collège d'Innsbruck, où il a comme professeur Karl Wilhelm von Dalla Torre, ensuite à Dobling et chez les bénédictins de Seitenstetten, où il a comme professeur le fameux mycologue Pius Strasser. Heinrich von Handel-Mazzetti entre en 1901 à l'université de Vienne, contre la volonté de son père, officier, pour étudier la botanique. Il publie son premier article avant ses vingt ans Contribution de la flore du Nord-Tyrol dans Flora von Tirol (publié par Dalla Torre)  grâce à son herbier de jeunesse qu'il avait récolté pendant ses excursions dans les montagnes tyroliennes, et décrit l'hybride naturel Gentiana tiroliensis Hand.-Mazz., aujourd'hui Gentiana × tiroliensis. Il trouve auprès de son professeur Richard von Wettstein un soutien à ses aspirations scientifiques qui lui permet de développer ses talents naturels. Il effectue sa première expédition botanique en 1904 en Bosnie occidentale, suivie d'une autre en Suisse en 1906, et dans le Sandjak et dans la région de Trébizonde en 1907.
Il devient démonstrateur de l'institut botanique de l'université en 1903 et devient assistant en 1905. Il accède au doctorat en 1907, grâce à sa thèse considérable portant sur le genre Taraxacum. Il effectue une expédition botanique avec son frère Hermann en 1909 en Bosnie-Herzégovine et une autre en mars-août 1910 en Mésopotamie (avec Viktor Pietschmann) et au Kurdistan. En juillet 1912, il sert de guide botanique à l'archiduc François-Ferdinand dans un voyage aux Dolomites. L'académie des sciences de Vienne l'envoie en Chine l'année suivante. Il embarque de Trieste le 21 décembre 1913 et arrive le 28 janvier 1914 à Haïphong et en février en Chine. Il visite et cartographie les régions montagneuses des provinces du sud-ouest de la Chine: celles du Yunnan, du Sétchouan, du Hunan et du Kouytchéou, alors que le monde est en guerre depuis l'été 1914 (la Chine n'entre en guerre contre l'Allemagne qu'en 1917). Il rentre en Autriche en 1919. L'Autriche-Hongrie a disparu et il ne reste plus qu'une petite république. Il se dévoue entièrement alors à la description de la flore de Chine, s'appuyant sur son propre herbier et sur les spécimens rapportés par d'autres botanistes, et décrit de nouvelles espèces. 1 307 nouvelles espèces sont décrites dans Plantae novae Sinenses sur les 8 015 étudiées et 35 nouveaux genres sont identifiés. Handel-Mazzetti est le rédacteur des tomes VI (fougères) et VII (plantes à fleurs).
L'institut botanique devient un département du muséum d'histoire naturelle en 1923 et Handel-Mazzetti y retrouve un poste en avril et promu en 1925 comme second dans la hiérarchie.
Il visite les Abruzzes en 1924, et la Thessalonique en 1927 (avec August von Hayek). Il est obligé de prendre sa retraite anticipée en 1931 à cause de dissensions internes à l'intérieur du département de botanique et se consacre à ses travaux personnels.
Il meurt victime d'un accident de la circulation à Vienne, alors rattachée à l'Allemagne en guerre. Le baron von Handel-Mazzetti ne cachait pas ses opinions pacifistes à ses proches. Il était célibataire et ne vivait que dans un petit studio de location. Son traitement lui permettait néanmoins d'avoir un assistant particulier et d'effectuer chaque été un voyage dans les Alpes. Il était considéré comme peu sociable et ne manifestait une certaine chaleur qu'avec ses trois frères. Ses assistants successifs lui vouaient un grand respect.
Outre l'allemand, il parlait couramment le latin (pour ses travaux botaniques) et l'italien (appris de sa mère), et parlait aussi le français et l'anglais et un peu le chinois.
Il était membre honoraire de la Royal Horticultural Society de Londres (depuis une conférence à Londres en 1928); membre honoraire de la Botanical Society d'Edimbourg (1934) ; membre correspondant de la Société botanique de Genève et membre de la Société géographique de Berlin. Il est élu membre-correspondant de l'Académie des sciences de Vienne en 1939, mais il meurt avant que le ministère à Berlin ne confirme sa nomination.

## Publications
- Monogrographie der Gattung Taraxacum, 1907, in: Österr. Botan. Zs. 72, 1923;
- Ergebnisse einer botanischen Reise in der Pont. Randgebiete im Sandschak Trapezunt, in: Ann. d. k. k. naturhist. Hofmus. 23, 1909;
- Pteridophyta und Anthophyta aus Mesopotamien und Kurdistan, sowie Syrien und Prinkipo, ebd. 26-28, 1912-14;
- Zur Geographie von Kurdistan // Aus den Ergebnissen der Mesopotamienexpedition des Naturwissenschaftlichen Orientvereins in Wien, 1910, Gotha, 1912;
- Neue Aufnahmen in NW-Yünnan und S-Setschuan (Erläuterungen zur Karte), A. Hölder, Vienne, 1921;
- Die Vegetationsverhältnisse von Mesopotamien und Kurdistan, ebd. 28, 1914;
- Plantae novae Sinenses, diagnosibus brevibus descriptae, in: Anz. d. Ak. d. Wiss. in Wien, math.-nat. Kl. 57-63, 1920-26;
- Naturbilder aus Südwest-China, 1927 Texte en ligne; traduction en anglais;
- Systematische Monographie der Gattung Leontopodium (en), in: Beihh. z. Botan. Cbl., Abt. 2, 44, 1927;
- Symbolae Sinicae T. 6 (Pteridophyta) et T. 7 (Anthophyta), 1929–36.
- Article dans Flora von Tirol de K. W. von Dalla Torre et L. Gf. von Sarnthein, Flora des gefürsteten Gfsch. Tirol, des Landes Vorarlberg und des Fürstenthumes Liechtenstein I, 1900, VI, T. 4, 1913,
- (contribution à la flore asiatique) in: E. D. Merrill u. E. H. Walker, A Bibliography of Eastern Asiatic Botany, Jamaica Plain, Massachusetts, 1938.